# Oil Trough, Arkansas
Oil Trough là một thị trấn thuộc quận Independence, tiểu bang Arkansas, Hoa Kỳ. Năm 2010, dân số của thị trấn này là 260 người.

## Dân số
- Dân số năm 2000: 218 người.
- Dân số năm 2010: 260 người.